# Raja Casablanca in het seizoen 2015/16
Het seizoen 2015/2016 is het 65e jaar in het bestaan van Raja Casablanca. De voetbalclub uit Casablanca neemt in deze jaargang deel aan de Botola Maroc Telecom en aan het toernooi om de Coupe du Trône.
In de Coupe du Trône werd Raja Casablanca na een 3–1 overwinning in de heenwedstrijd, in de laatste 10 minuten van de terugwedstrijd verslagen met 2-0 door FUS Rabat. Deze wedstrijden werden gespeeld in de halve finale.

## Selectie 2015/16
| Nr.           | Nat.                    | Naam                 | Competitie | Competitie | Beker      | Beker      | Totaal     | Totaal     | Geb. Datum        | Vorige club              |
| Nr.           | Nat.                    | Naam                 | W          |            | W          |            | W          |            | Geb. Datum        | Vorige club              |
| Doelmannen    | Doelmannen              | Doelmannen           | Doelmannen | Doelmannen | Doelmannen | Doelmannen | Doelmannen | Doelmannen | Doelmannen        | Doelmannen               |
| ------------- | ----------------------- | -------------------- | ---------- | ---------- | ---------- | ---------- | ---------- | ---------- | ----------------- | ------------------------ |
| 1             | Vlag van Marokko        | Anas Zniti           | 30         | 0          | 8          | 0          | 38         | 0          | 28 oktober 1988   | FAR Rabat                |
| 22            | Vlag van Marokko        | Mohamed Boujad       | 0          | 0          | 0          | 0          | 0          | 0          | 25 februari 1988  | Chabab Rif Al Hoceima    |
| 32            | Vlag van Marokko        | Hicham Allouch       | 0          | 0          | 0          | 0          | 0          | 0          | 20 oktober 1985   | Olympique Khouribga      |
| Verdedigers   |                         |                      |            |            |            |            |            |            |                   |                          |
| 3             | Vlag van Marokko        | Zakaria El Hachimi   | 18         | 0          | 1          | 0          | 19         | 0          | 4 augustus 1987   | Union de Mohammédia      |
| 13            | Vlag van Marokko        | Badr Benoun          | 23         | 0          | 6          | 0          | 29         | 0          | 30 september 1993 | Eigen jeugd              |
| 16            | Vlag van Marokko        | Mohamed Oulhaj       | 19         | 1          | 5          | 0          | 24         | 1          | 6 januari 1988    | Eigen jeugd              |
| 20            | Vlag van Marokko        | Abdeljalil Jbira     | 23         | 1          | 6          | 0          | 29         | 1          | 14 maart 1990     | Kawkab Marrakech         |
| 21            | Vlag van Marokko        | Adil Karrouchi       | 11         | 2          | 4          | 0          | 15         | 2          | 23 november 1982  | Difaa El Jadida          |
| 25            | Vlag van Marokko        | Omar Boutayeb        | 15         | 0          | 7          | 0          | 22         | 0          | 10 mei 1994       | Eigen jeugd              |
| 49            | Vlag van Ghana          | Mohamed Awal         | 23         | 1          | 8          | 0          | 31         | 1          | 1 mei 1988        | Al Shabab                |
| Middenvelders |                         |                      |            |            |            |            |            |            |                   |                          |
| 5             | Vlag van Marokko        | Soufiane Gadoum      | 2          | 0          | 1          | 0          | 3          | 0          | 28 juli 1988      | Difaa El Jadida          |
| 8             | Vlag van Ivoorkust      | Paul Moussa Bakayoko | 1          | 0          | 3          | 0          | 4          | 0          | 27 december 1996  | USC Bassam               |
| 14            | Vlag van Congo-Kinshasa | Lema Mabidi          | 24         | 3          | 1          | 0          | 25         | 3          | 11 juni 1993      | Club Sportif Sfaxien     |
| 17            | Vlag van België         | Mohamed Messoudi     | 5          | 0          | 5          | 1          | 10         | 1          | 7 januari 1984    | SV Zulte Waregem         |
| 18            | Vlag van Marokko        | Abdelilah Hafidi     | 22         | 11         | 6          | 1          | 28         | 12         | 30 januari 1992   | Eigen jeugd              |
| 24            | Vlag van Marokko        | Ayoub Bouchta        | 0          | 0          | 1          | 0          | 1          | 0          | 3 december 1993   | Eigen jeugd              |
| 26            | Vlag van Marokko        | Anas Soudani         | 10         | 0          | 6          | 0          | 16         | 0          | 1 juli 1995       | Eigen jeugd              |
| 30            | Vlag van Marokko        | Mouhcine Mouhtadi    | 11         | 0          | 0          | 0          | 11         | 0          | 17 februari 1996  | Eigen jeugd              |
| 55            | Vlag van Marokko        | Ahmed Jahouh         | 14         | 2          | 4          | 2          | 18         | 4          | 31 juli 1988      | Moghreb Athletic Tétouan |
| 99            | Vlag van Marokko        | Issam Erraki         | 19         | 4          | 0          | 0          | 19         | 4          | 5 januari 1981    | Club Emirates            |
| Aanvallers    |                         |                      |            |            |            |            |            |            |                   |                          |
| 9             | Vlag van Marokko        | Mohamed Bouldini     | 12         | 1          | 5          | 0          | 17         | 1          | 27 november 1995  | Rachad Bernoussi         |
| 10            | Vlag van Nigeria        | Michel Babatunde     | 15         | 3          | 0          | 0          | 15         | 3          | 24 december 1994  | Dnipro Dnipropetrovsk    |
| 11            | Vlag van Marokko        | Zouhair El Ouasli    | 15         | 2          | 0          | 0          | 15         | 2          | 11 augustus 1993  | TAS de Casablanca        |
| 15            | Vlag van Marokko        | Youssef Kaddioui     | 11         | 1          | 6          | 2          | 17         | 3          | 28 september 1984 | Al-Dhafra                |
| 24            | Vlag van Marokko        | Mahmoud Benhalib     | 14         | 3          | 1          | 0          | 15         | 3          | 21 maart 1996     | Eigen jeugd              |
| 27            | Vlag van Marokko        | Hamza Iajour         | 3          | 0          | 4          | 0          | 7          | 0          | 5 juni 1995       | Eigen jeugd              |
| 33            | Vlag van Nigeria        | Christian Osaguona   | 13         | 6          | 0          | 0          | 13         | 6          | 10 oktober 1990   | Enugu Rangers            |
| 93            | Vlag van Marokko        | Abdelkabir El Ouadi  | 24         | 3          | 6          | 2          | 30         | 5          | 20 februari 1993  | Wydad de Fès             |

- = Aanvoerder
- = Geblesseerd

## Wedstrijdstatistieken

### Oefenduels
| Datum + plaats             | Wedstrijd                              | Uitslag         | Scoreverloop |  |
| -------------------------- | -------------------------------------- | --------------- | --- |  |
| 15 juli 2015 Casablanca    | Raja Casablanca - Rachad Bernoussi     | 1 – 0 (0 – 0)   | 70' Yassine Faqhaoui 1–0 |  |
| 16 juli 2015 Casablanca    | Raja Casablanca - Racing Casablanca    | 6 – 1 (1 – 0)   | Youssef El Gnaoui 1-1, Mohamed Bouldini 2-1, Youssef Kaddioui 3-1, Youssef Kaddioui 4–1, Abdelilah Hafidi 5–1, Youssef Kaddioui 6-1 |  |
| 29 juli 2015 Casablanca    | Raja Casablanca – JS de Kasbat Tadla   | 1 – 1 (0 – 0)   | Omar Arjoune 1–0 |  |
| 2 augustus 2015 Antalya    | Antalyaspor - Raja Casablanca          | 1 – 1 (0 – 1)   | 45' Youssef Kaddioui 0-1 |  |
| 5 augustus 2015 Antalya    | Al-Faisaly FC - Raja Casablanca        | 0 – 0 (0 – 0)   | / |  |
| 8 augustus 2015 Konya      | Konyaspor - Raja Casablanca            | 1 – 0 (0 – 0)   | / |  |
| 6 oktober 2015 Casablanca  | Raja Casablanca - Wafa Wydad           | 1 – 1 (0 – 1)   | 86' Soudani |  |
| 23 oktober 2015 Casablanca | Raja Casablanca – JS de Kasbat Tadla   | 2 – 1 (0 – 0)   | Toumi 1–0, Yakubu 2-0 |  |
| 24 oktober 2015 Casablanca | Raja Casablanca - AS Salé              | 1 – 1 (1 – 1)   | 27' Yassine Salhi |  |
| 19 januari 2016 Marrakesh  | Raja Casablanca - AS Salé              | 3 – 0 (1 – 0)   | 33' Soudani 1-0, 63' Abdelkabir El Ouadi 2-0, 86' Zouhair El Wassili 3-0                                                            |  |
| 22 januari 2016 Marrakesh  | Raja Casablanca - Olympique Marrakech  | 2 – 1 (1 – 1)   | 20' Yassine Salhi 1-0, 74' Zouhair El Wassili 2-1                                                                                   |  |
| 25 januari 2016 Marrakesh  | Raja Casablanca - Olympique Safi       | 1 – 0 ( 0 – 0 ) | 56' Yassine Salhi 1-0 |  |
| 28 januari 2016 El Jadida  | Raja Casablanca - Misr El-Maqasah      | 1 – 0 ( 1 – 0 ) | 22' Abdelkabir El Ouadi |  |
| 30 januari 2016 Casablanca | Raja Casablanca - RS Berkane           | 2 – 0 ( 0 – 0 ) | 47' Mouhtadi 1-0, 89' Osaguona 2-0                                                                                                  |  |
| 3 februari 2016 Casablanca | Raja Casablanca - Youssoufia Berrechid | 0 – 1 ( 0 – 0 ) | |  |
| 7 februari 2016 Tanger     | IR Tanger - Raja Casablanca            | 1 – 1 ( 1 – 0 ) | 66' Mohamed Awal |  |

|}

### Unaf Club Cup
Raja Casablanca deed voor het begin van dit officiële seizoen mee aan de Unaf Club Cup, een vriendschappelijk toernooi tussen Noord Afrikaanse landen. Raja zal Marokko dit jaar vertegenwoordigen. Het toernooi is gespeeld in het Stade Mohammed V, de thuishaven van Raja Casablanca
| Wedstrijddetails                                                   | Thuisploeg                                                                       | Uitslag   | Uitploeg          | Opstelling | Kaarten |
| ------------------------------------------------------------------ | -------------------------------------------------------------------------------- | --------- | ----------------- | --- | ------- |
| Wedstrijd 1 14 augustus 2015 22:00 uur Stade Mohammed V Casablanca | Raja Casablanca                                                                  | 1-0 (1-0) | Ismaily SC        | Allouch, Jbira, Oulhaj, Awal, Boutayeb, Soudani (73' Boussedra), Bamaamar, Sebbar (79' Boucheta), Kaddioui, El Ouadi (63' Faqhaoui), Bouldini |         |
| Wedstrijd 1 14 augustus 2015 22:00 uur Stade Mohammed V Casablanca | 39' Bouldini                                                                     | 1-0       |                   | Allouch, Jbira, Oulhaj, Awal, Boutayeb, Soudani (73' Boussedra), Bamaamar, Sebbar (79' Boucheta), Kaddioui, El Ouadi (63' Faqhaoui), Bouldini |         |
| Wedstrijd 2 16 augustus 2015 22:00 uur Stade Mohammed V Casablanca | Raja Casablanca                                                                  | 2-0 (1-0) | Club Africain     | Zniti; Boutayeb, Awal, Oulhaj; Jbira, Soudani, Bamaamar (34' Bouchetta), Faqhaoui, Kaddioui, Sebbar (81' Bakayoko), Bouldini (44' Iajour)     |         |
| Wedstrijd 2 16 augustus 2015 22:00 uur Stade Mohammed V Casablanca | 32' Bouldini 88' Iajour                                                          | 1-0 2-0   |                   | Zniti; Boutayeb, Awal, Oulhaj; Jbira, Soudani, Bamaamar (34' Bouchetta), Faqhaoui, Kaddioui, Sebbar (81' Bakayoko), Bouldini (44' Iajour)     |         |
| Wedstrijd 3 19 augustus 2015 22:00 uur Stade Mohammed V Casablanca | Raja Casablanca                                                                  | 0-0 (0-0) | Al-Hilal Benghazi | Zniti; Jbira, Oulhaj; Bascar, Boutayab (45' El Hachimi), Soudani (35' Moussadak), Bamaamer, Sebbar (74' Bakayoko), Bouchta, Faqhaoui, Iajour  |         |
| Wedstrijd 3 19 augustus 2015 22:00 uur Stade Mohammed V Casablanca |                                                                                  |           |                   | Zniti; Jbira, Oulhaj; Bascar, Boutayab (45' El Hachimi), Soudani (35' Moussadak), Bamaamer, Sebbar (74' Bakayoko), Bouchta, Faqhaoui, Iajour  |         |
| Winst Unaf Club Cup                                                | Raja staat na drie wedstrijden op de eerste plek, en wint daardoor het toernooi. |           |                   | |         |

### Coupe du Trône
| 1/16e finale \| Heenwedstrijd                                                | Raja Casablanca | 0 – 1 (0 – 1) | JSM Laâyoune    | Opstelling Raja Casablanca: |
| 24 augustus 2015 Aanvangstijd: 21:00 uur Plaats: Casablanca Stade Mohammed V |                 |               | 10' Oulhaj (OG) | Zniti; Boutayeb, Awal, Oulhaj; Jbira, Soudani, Bamaamer, Sebbar (77' Iajour), Bouchta (46' Messoudi), Faqhaoui (46' Bakayoko), Bouldini 81' Bouldini |

| 1/16e finale \| Terugwedstrijd                                                  | JSM Laâyoune | 1 – 2 (1 – 0) | Raja Casablanca           | Opstelling Raja Casablanca: |
| 29 augustus 2015 Aanvangstijd: 19:00 uur Plaats: Laâyoune Stade Mohamed-Laghdaf | 35' Thali    |               | 88' Kaddioui 92' Kaddioui | Zniti; Boutayeb, Oulhaj; Awal, Jbira, Soudani, Bamaamar, Hafidi (80' Iajour), Bakayoko (46' Bouldini), Messoudi (69' Kaddioui), Yakubu |

| Achtste finale \| Heenwedstrijd                                              | Raja Casablanca | 1 – 0 ( 0 – 0 ) | Kawkab Marrakech | Opstelling Raja Casablanca: |
| 2 september 2015 Aanvangstijd: 21:00 uur Plaats: Casablanca Stade Mohammed V | 56' Yakubu      |                 |                  | Zniti; Jbira, Belmkadem, Awal, Boutayeb, Soudani (80' Hafidi), Bamaamer, Kaddioui, Bakayoko (74' Sebbar), Messoudi (64' El Ouadi), Yakubu. |

| Achtste finale \| Terugwedstrijd                                              | Kawkab Marrakech | 1 – 1 ( 0 – 1 ) | Raja Casablanca | Opstelling Raja Casablanca: |
| 9 september 2015 Aanvangstijd: 19:15 uur Plaats: Marrakech Stade de Marrakech | 83' Bahja (P)    |                 | 46' Messoudi    | Zniti, Boutayeb, Awal, Benoun, Jbira, Bamaamar, Oulhaj; El Ouadi (65' Hafidi), Kaddioui, Asamoah (42' Messoudi), Yakubu (70' Bouldini) 82' Jbira |

| Kwart finale \| Terugwedstrijd                                                | Raja Casablanca | 1 – 1 ( 1 – 0 ) | Maghreb Fez | Opstelling Raja Casablanca: |
| 19 september 2015 Aanvangstijd: 19:00 uur Plaats: Casablanca Stade Mohammed V | 27' Jahouh (P)  |                 | 63' Sidibe  | Zniti, Boutayeb, Awal, Benoun, Karrouchi, Jahouh (69' Bamaamar), Soudani, Kaddioui; Hafidi, El Ouadi (69' Salhi), Yakubu (75' Iajour) 35' El Ouadi |

| Kwart finale \| Terugwedstrijd                                                | Maghreb Fez                                         | 1 – 1 ( 1 – 1 ) | Raja Casablanca                              | Opstelling Raja Casablanca: |
| 22 september 2015 Aanvangstijd: 19:15 uur Plaats: Fez Complexe sportif de Fès | 84' Bencharki (P) Bencharki Sidibé Dahmani Sektioui | Penaltyserie    | 13' El Ouadi Jahouh Benoun Bamaamar Kaddioui | Zniti; Boutayeb, Awal, Benoun, Karrouchi, Bamaamar, Jahouh, Hafidi (54' Asamoah), El Ouadi (72' Soudani), Kaddioui; Yakubu (77' Bouldini) 71' Kaddioui 83' Bamaamar |

| Halve finale \| Heenwedstrijd                                               | Raja Casablanca                        | 3 – 1 ( 2 – 0 ) | FUS Rabat      | Opstelling Raja Casablanca: |
| 14 oktober 2015 Aanvangstijd: 20:00 uur Plaats: Casablanca Stade Mohammed V | 15' Jahouh (P) 45' El Ouadi 59' Hafidi |                 | 49' Benjalloun | Zniti; Hachimi (82' Jbira), Awal, Benoun,Karrouchi, Jahouh, Oulhaj; Soudani, El Ouadi, Kaddioui (44' Hafidi), Iajour (72' Messoudi) 87' Messoudi 87' Messoudi |

| Halve finale \| Terugwedstrijd                                     | FUS Rabat              | 2 – 0 ( 0 – 0 ) | Raja Casablanca | Opstelling Raja Casablanca: |
| 4 november 2015 Aanvangstijd: 17:00 uur Plaats: Rabat Stade de FUS | 82' Khaliss 88' Nahiri |                 |                 | Zniti; Boutayeb, Awal, Benoun, Karrouchi, Bamaamar, Mabidi (73' Jahouh), Oulhaj, El Ouadi, Jbira (84' Gadoum), Bouldini (61' Benhalib) 50' Oulhaj 86' Bamaamar |

## Botola Maroc Telecom

### Wedstrijden
| Wedstrijddetails                                                     | Thuisploeg                                                     | Uitslag                     | Uitploeg                                                      | Opstelling | Kaarten                                           |
| -------------------------------------------------------------------- | -------------------------------------------------------------- | --------------------------- | ------------------------------------------------------------- | --- | ------------------------------------------------- |
| Speelronde 1 6 september 2015 17:00 Stade de FUS Rabat               | FUS Rabat                                                      | 2-0                         | Raja Casablanca                                               | Zniti Boutayeb, Awal, Belmkadem, Jbira Bamaamar, Soudani (78' Iajour), Messoudi (68' Kaddioui), Hafidi, Asamoah (60' El Ouadi), Yakubu        | ..' Awal                                          |
| Speelronde 1 6 september 2015 17:00 Stade de FUS Rabat               | 46' Fouzir 53' Batna                                           | 1-0 2-0                     |                                                               | Zniti Boutayeb, Awal, Belmkadem, Jbira Bamaamar, Soudani (78' Iajour), Messoudi (68' Kaddioui), Hafidi, Asamoah (60' El Ouadi), Yakubu        | ..' Awal                                          |
| Speelronde 2 12 september 2015 20:30 Stade Mohammed V Casablanca     | Raja Casablanca                                                | 1-1                         | Kawkab Marrakech                                              | Zniti Boutayeb, Awal, Benoun, Jbira Oulhaj (57' Soudani), Bamaamar, Hafidi, Kaddioui, El Ouadi (65' Asamoah) Bouldini (72' Yakubu)            | 88' Awal                                          |
| Speelronde 2 12 september 2015 20:30 Stade Mohammed V Casablanca     | 7' El Ouadi                                                    | 1-0 1-1                     | 33' Sekkat                                                    | Zniti Boutayeb, Awal, Benoun, Jbira Oulhaj (57' Soudani), Bamaamar, Hafidi, Kaddioui, El Ouadi (65' Asamoah) Bouldini (72' Yakubu)            | 88' Awal                                          |
| Speelronde 3 4 oktober 2015 17:00 Stade Honneur Oujda                | Mouloudia Oujda                                                | 0-1                         | Raja Casablanca                                               | Zniti Boutayeb (84' El Hachimi), Awal, Benoun, Karrouchi Bamaamer, Jahouh Kaddioui; Asamoah (46' Messoudi), El Ouadi Yakubu (62' Bouldini)    | 45' Awal 54' Boutayeb 61' Messoudi 70' Jahouh     |
| Speelronde 3 4 oktober 2015 17:00 Stade Honneur Oujda                |                                                                | 0-1                         | 88' El Ouadi                                                  | Zniti Boutayeb (84' El Hachimi), Awal, Benoun, Karrouchi Bamaamer, Jahouh Kaddioui; Asamoah (46' Messoudi), El Ouadi Yakubu (62' Bouldini)    | 45' Awal 54' Boutayeb 61' Messoudi 70' Jahouh     |
| Speelronde 4 10 oktober 2015 17:00 Stade Mohammed V Casablanca       | Raja Casablanca                                                | 0-1                         | KAC Kenitra                                                   | Zniti Benoun, Awal, Karrouchi, Boutayab Bamaamer, Jahouh (60' Soudani) Messoudi (70' Iajour), El Ouadi, Kaddioui Yakubu (56' Bouldini)        | 34' Jahouh 54'Kaddioui                            |
| Speelronde 4 10 oktober 2015 17:00 Stade Mohammed V Casablanca       |                                                                | 0-1                         | 66' Milaoui                                                   | Zniti Benoun, Awal, Karrouchi, Boutayab Bamaamer, Jahouh (60' Soudani) Messoudi (70' Iajour), El Ouadi, Kaddioui Yakubu (56' Bouldini)        | 34' Jahouh 54'Kaddioui                            |
| Speelronde 5 31 oktober 2015 20:00 Stade Mohammed V Casablanca       | Raja Casablanca                                                | 3-0                         | Maghreb Fez                                                   | Zniti Boutayeb (61' Benhalib), Awal, Oulhaj, Karrouchi Bamaamar, Mabidi Jahouh (72' Bouldini), El Ouadi, Jbira Salhi (79' Gadoum)             |                                                   |
| Speelronde 5 31 oktober 2015 20:00 Stade Mohammed V Casablanca       | 78' Karrouchi (P) 82' Benhalib 86' Karrouchi                   | 1-0 2-0 3-0                 |                                                               | Zniti Boutayeb (61' Benhalib), Awal, Oulhaj, Karrouchi Bamaamar, Mabidi Jahouh (72' Bouldini), El Ouadi, Jbira Salhi (79' Gadoum)             |                                                   |
| Speelronde 6 8 november 2015 20:00 Stade Mimoun Al Arsi Al Hoceima   | Chabab Rif Al Hoceima                                          | 0-2                         | Raja Casablanca                                               | Zniti El Hachimi, Awal (48' Soudani), Benoun, Karrouchi Oulhaj; Jahouh Mabidi El Ouadi (82' Jbira), Salhi, Benhalib                           | 55' Jahouh                                        |
| Speelronde 6 8 november 2015 20:00 Stade Mimoun Al Arsi Al Hoceima   |                                                                | 0-1 0-2                     | 45' El Ouadi 75' Salhi                                        | Zniti El Hachimi, Awal (48' Soudani), Benoun, Karrouchi Oulhaj; Jahouh Mabidi El Ouadi (82' Jbira), Salhi, Benhalib                           | 55' Jahouh                                        |
| Speelronde 7 17 november 2015 20:00 Stade Mohammed V Casablanca      | Raja Casablanca                                                | 2-3                         | Moghreb Athletic Tétouan                                      | Zniti El Hachimi, Awal, Benoun, Karrouchi Oulhaj (56' Soudani); Jahouh (75' Messoudi Mabidi Benhalib (56' Boutayeb), Salhi, El Ouadi          | 21' Benoun 95' Soudani                            |
| Speelronde 7 17 november 2015 20:00 Stade Mohammed V Casablanca      | 1' Jahouh 84' Salhi                                            | 1-0 1-1 1-2 1-3 2-3         | 22' Karrouch 52' Naim 61' Lhaj                                | Zniti El Hachimi, Awal, Benoun, Karrouchi Oulhaj (56' Soudani); Jahouh (75' Messoudi Mabidi Benhalib (56' Boutayeb), Salhi, El Ouadi          | 21' Benoun 95' Soudani                            |
| Speelronde 8 22 november 2015 15:30 Stade Moulay Abdallah Rabat      | FAR Rabat                                                      | 1-0                         | Raja Casablanca                                               | Zniti Boutayeb (73' El Hachimi), Awal, Benoun, Karrouchi Soudani (35' Benhalib), Jahouh Mabidi (46' Sebbar), Messoudi, El Ouadi Salhi         | 30' Soudani 40' Jahouh                            |
| Speelronde 8 22 november 2015 15:30 Stade Moulay Abdallah Rabat      | 73' Naghmi                                                     | 1-0                         |                                                               | Zniti Boutayeb (73' El Hachimi), Awal, Benoun, Karrouchi Soudani (35' Benhalib), Jahouh Mabidi (46' Sebbar), Messoudi, El Ouadi Salhi         | 30' Soudani 40' Jahouh                            |
| Speelronde 9 29 november 2015 17:00 Stade Mohammed V Casablanca      | Raja Casablanca                                                | 1-2                         | Olympique Khouribga                                           | Zniti El Hachimi, Awal, Oulhaj, Adil Karrouchy (54' Bouldini) Benoun, Gadoum (46' Hafidi) Mouhtadi, Jbira (80' Yakubu), El Ouadi Salhi        | 88' Awal 94' Oulhaj                               |
| Speelronde 9 29 november 2015 17:00 Stade Mohammed V Casablanca      | 58' Salhi                                                      | 0-1 0-2 1-2                 | 39' El Yamiq 45' El Mezqouri                                  | Zniti El Hachimi, Awal, Oulhaj, Adil Karrouchy (54' Bouldini) Benoun, Gadoum (46' Hafidi) Mouhtadi, Jbira (80' Yakubu), El Ouadi Salhi        | 88' Awal 94' Oulhaj                               |
| Speelronde 10 6 december 2015 15:30 Stade El Abdi El Jadida          | Difaa El Jadida                                                | 1-1                         | Raja Casablanca                                               | Zniti Boutayeb, Benoun, Oulhaj, Karrouchy, Mabidi, Mouhtadi (57' Soudani) Jahouh, Jbira, Salhi (72' Hafidi) Bouldini (57' Iajour)             | 84' Boutayeb                                      |
| Speelronde 10 6 december 2015 15:30 Stade El Abdi El Jadida          | 78' Azzarou                                                    | 0-1 1-1                     | 8' Bouldini                                                   | Zniti Boutayeb, Benoun, Oulhaj, Karrouchy, Mabidi, Mouhtadi (57' Soudani) Jahouh, Jbira, Salhi (72' Hafidi) Bouldini (57' Iajour)             | 84' Boutayeb                                      |
| Speelronde 11 12 december 2015 19:00 Stade Mohammed V Casablanca     | Raja Casablanca                                                | 1-0                         | RS Berkane                                                    | Zniti Boutayeb, Awal, Benoun, Karrouchy; Mabidi, Mouhtadi, Jbira (36' Jahouh) Hafidi, El Ouadi (76' Bouldini) Benhalib (85' Salhi)            | 29' Hafidi                                        |
| Speelronde 11 12 december 2015 19:00 Stade Mohammed V Casablanca     | 83' Benhalib                                                   | 1-0                         |                                                               | Zniti Boutayeb, Awal, Benoun, Karrouchy; Mabidi, Mouhtadi, Jbira (36' Jahouh) Hafidi, El Ouadi (76' Bouldini) Benhalib (85' Salhi)            | 29' Hafidi                                        |
| Speelronde 12 20 december 2015 15:30 Stade Mohammed V Casablanca     | Wydad Casablanca                                               | 0-0                         | Raja Casablanca                                               | Zniti Boutayeb, Awal, Benoun, Karrouchy; Mabidi, Jahouh (60' Mouhtadi), Erraki Hafidi (79' Benhalib), Osaguona, El Ouadi (82' Salhi)          | 45' Osaguona 50' Boutayeb                         |
| Speelronde 12 20 december 2015 15:30 Stade Mohammed V Casablanca     |                                                                |                             |                                                               | Zniti Boutayeb, Awal, Benoun, Karrouchy; Mabidi, Jahouh (60' Mouhtadi), Erraki Hafidi (79' Benhalib), Osaguona, El Ouadi (82' Salhi)          | 45' Osaguona 50' Boutayeb                         |
| Speelronde 13 26 december 2015 19:00 Stade Mohammed V Casablanca     | Raja Casablanca                                                | 0-0                         | Olympique Safi                                                | Zniti Boutayeb, Awal, Benoun, Karrouchy (77' Toumi); Mabidi, Erraki, Mouhtadi Hafidi (81' Jahouh) , Osaguona (72' Benhalib), El Ouadi         | 93' Mouhtadi                                      |
| Speelronde 13 26 december 2015 19:00 Stade Mohammed V Casablanca     |                                                                |                             |                                                               | Zniti Boutayeb, Awal, Benoun, Karrouchy (77' Toumi); Mabidi, Erraki, Mouhtadi Hafidi (81' Jahouh) , Osaguona (72' Benhalib), El Ouadi         | 93' Mouhtadi                                      |
| Speelronde 14 01 januari 2016 18:00 Stade Adrar Agadir               | Hassania Agadir                                                | 1-1                         | Raja Casablanca                                               | Zniti Oulhaj; Benoun, Awal, Boutayeb Jahouh (79' Salhi), Erraki, Mabidi Toumi (75' El Ouadi), Osaguona (96' Sebbar), Abdelilah Hafidi         |                                                   |
| Speelronde 14 01 januari 2016 18:00 Stade Adrar Agadir               | 20' El Berkaoui                                                | 0-1 1-1                     | 17' Osaguona                                                  | Zniti Oulhaj; Benoun, Awal, Boutayeb Jahouh (79' Salhi), Erraki, Mabidi Toumi (75' El Ouadi), Osaguona (96' Sebbar), Abdelilah Hafidi         |                                                   |
| Speelronde 15 7 januari 2016 20:00 Stade Mohammed V Casablanca       | Raja Casablanca                                                | 2-2                         | IR Tanger                                                     | Zniti Oulhaj; Benoun, Boutayeb, Jbira Erraki, Mabidi, Jahouh (64' Toumi) El Ouadi, Osaguona, Abdelilah Hafidi                                 |                                                   |
| Speelronde 15 7 januari 2016 20:00 Stade Mohammed V Casablanca       | 45' Jahouh 76' Mabidi                                          | 0-1 0-2 1-2 2-2             | 16' Šipović 34' Hamoudane                                     | Zniti Oulhaj; Benoun, Boutayeb, Jbira Erraki, Mabidi, Jahouh (64' Toumi) El Ouadi, Osaguona, Abdelilah Hafidi                                 |                                                   |
| Speelronde 16 12 februari 2016 18:00 Stade Mohammed V Casablanca     | Raja Casablanca                                                | 1-1                         | FUS Rabat                                                     | Zniti El Hachimi, Awal, Benoun, Jbira, Erraki, Mabidi Hafidi, Kaddioui (78' El Ouadi), Babatunde (88' Sabiri) El Wassili                      | 65' El Wassili                                    |
| Speelronde 16 12 februari 2016 18:00 Stade Mohammed V Casablanca     | 66' Babatunde                                                  | 0-1 1-1                     | 46' Njdi                                                      | Zniti El Hachimi, Awal, Benoun, Jbira, Erraki, Mabidi Hafidi, Kaddioui (78' El Ouadi), Babatunde (88' Sabiri) El Wassili                      | 65' El Wassili                                    |
| Speelronde 17 21 februari 2016 20:00 Stade de Marrakech Marrakech    | Kawkab Marrakech                                               | 0-2                         | Raja Casablanca                                               | Zniti El Hachimi, Oulhaj; Awal, Jbira Erraki, Mabidi El Ouadi (70' Hafidi), Kaddioui, Babatunde (88' Bouldini) El Wassili.                    | 62' Zniti                                         |
| Speelronde 17 21 februari 2016 20:00 Stade de Marrakech Marrakech    |                                                                | 0-1 0-2                     | 45' Kaddioui 65' Mabidi                                       | Zniti El Hachimi, Oulhaj; Awal, Jbira Erraki, Mabidi El Ouadi (70' Hafidi), Kaddioui, Babatunde (88' Bouldini) El Wassili.                    | 62' Zniti                                         |
| Speelronde 18 28 februari 2016 19:00 Stade Mohammed V Casablanca     | Raja Casablanca                                                | 4-0                         | Mouloudia Oujda                                               | Zniti El Hachimi, Awal, Oulhaj; Jbira Erraki (69' Mouhtadi), Mabidi Hafidi (73' Jahouh), Babatunde (79' Sabiri), Kaddioui El Wassili          | 34' El Hachimi 84' Jahouh                         |
| Speelronde 18 28 februari 2016 19:00 Stade Mohammed V Casablanca     | 32' Hafidi 38' Kaddioui 53' Babatunde 75' Awal                 | 1-0 2-0 3-0 4-0             |                                                               | Zniti El Hachimi, Awal, Oulhaj; Jbira Erraki (69' Mouhtadi), Mabidi Hafidi (73' Jahouh), Babatunde (79' Sabiri), Kaddioui El Wassili          | 34' El Hachimi 84' Jahouh                         |
| Speelronde 19 5 maart 2016 16:00 Stade Municipal Kenitra             | KAC Kenitra                                                    | 0-3                         | Raja Casablanca                                               | Zniti El Hachimi, Awal, Oulhaj; Jbira Erraki, Mabidi (85' Mouhtadi) Hafidi (75' Osaguona), Babatunde, Kaddioui (89' Sabiri) El Wassili        | 60' Kaddioui                                      |
| Speelronde 19 5 maart 2016 16:00 Stade Municipal Kenitra             |                                                                | 0-1 0-2 0-3                 | El Wassili 56' Jbira 70' Hafidi                               | Zniti El Hachimi, Awal, Oulhaj; Jbira Erraki, Mabidi (85' Mouhtadi) Hafidi (75' Osaguona), Babatunde, Kaddioui (89' Sabiri) El Wassili        | 60' Kaddioui                                      |
| Speelronde 20 19 maart 2016 19:00 Stade Mohammed V Casablanca        | Raja Casablanca                                                | 2-1                         | Chabab Rif Al Hoceima                                         | Zniti El Hachimi, Awal, Oulhaj; Jbira Erraki, Mabidi (85' Jahouh) Hafidi (82' Tamaiazou), Babatunde, Kaddioui El Wassili (70' Bouldini)       | 65'Erraki 91' El Hachimi                          |
| Speelronde 20 19 maart 2016 19:00 Stade Mohammed V Casablanca        | 45' Oulhaj 73' Babatunde                                       | 1-0 2-0 2-1                 | 92' K. Dibami Junior (P)                                      | Zniti El Hachimi, Awal, Oulhaj; Jbira Erraki, Mabidi (85' Jahouh) Hafidi (82' Tamaiazou), Babatunde, Kaddioui El Wassili (70' Bouldini)       | 65'Erraki 91' El Hachimi                          |
| Speelronde 21 27 maart 2016 16:30 Complexe sportif de Fès Fes        | Maghreb Fez                                                    | 0-3                         | Raja Casablanca                                               | Zniti El Hachimi (84' Boutayeb), Awal, Benoun, Jbira Erraki, Mabidi (88' Mouhtadi) Hafidi, Babatunde, El Wassili Kaddioui (39' Bouldini)      |                                                   |
| Speelronde 21 27 maart 2016 16:30 Complexe sportif de Fès Fes        |                                                                | 0-1 0-2 0-3                 | 54' Erraki 61' Hafidi 91' Hafidi                              | Zniti El Hachimi (84' Boutayeb), Awal, Benoun, Jbira Erraki, Mabidi (88' Mouhtadi) Hafidi, Babatunde, El Wassili Kaddioui (39' Bouldini)      |                                                   |
| Speelronde 22 3 april 2016 16:30 Stade Saniat Rmel Tetouan           | Moghreb Athletic Tétouan                                       | 2-5                         | Raja Casablanca                                               | Zniti El Hachimi, Oulhaj, Benoun, Jbira Erraki, Mabidi El Wassili, Babatunde (El Ouadi, Hafidi (82' Mouhtadi) Benhalib (73' Osaguona)         | 59' Benhalib 64' Erraki ..' Hafidi                |
| Speelronde 22 3 april 2016 16:30 Stade Saniat Rmel Tetouan           | 60' Karrouch (P) 69' Aberhoune                                 | 0-1 0-2 0-3 1-3 2-3 2-4 2-5 | 6' Benhalib 31' Erraki (P) 51' Hafidi 78' Osaguona 80' Hafidi | Zniti El Hachimi, Oulhaj, Benoun, Jbira Erraki, Mabidi El Wassili, Babatunde (El Ouadi, Hafidi (82' Mouhtadi) Benhalib (73' Osaguona)         | 59' Benhalib 64' Erraki ..' Hafidi                |
| Speelronde 23 11 april 2016 18:00 Stade de Marrakech Marrakech       | Raja Casablanca                                                | 1-4                         | FAR Rabat                                                     | Zniti El Hachimi, Oulhaj, Benoun, Jbira Erraki, Mabidi (75' El Ouadi El Wassili, Babatunde, Hafidi Benhalib (50' Osaguona)                    | 39' Mabidi 57' Benoun                             |
| Speelronde 23 11 april 2016 18:00 Stade de Marrakech Marrakech       | 52' Erraki (P)                                                 | 0-1 0-2 1-2 1-3 1-4         | 20' Ouchen 31' Ouchen 70' Soufiani 78' Anouar                 | Zniti El Hachimi, Oulhaj, Benoun, Jbira Erraki, Mabidi (75' El Ouadi El Wassili, Babatunde, Hafidi Benhalib (50' Osaguona)                    | 39' Mabidi 57' Benoun                             |
| Speelronde 24 17 april 2016 17:00 Complexe OCP Khouribga             | Olympique Khouribga                                            | 1-3                         | Raja Casablanca                                               | Zniti El Hachimi, Benoun, Oulhaj, Jbira Erraki, Babatunde (85' Benhalib), Mabidi Hafidi, Osaguona (59' Mouhtadi), El Wassili (88' El Ouadi)   | 45' Zniti                                         |
| Speelronde 24 17 april 2016 17:00 Complexe OCP Khouribga             | 42' Sidibé                                                     | 0-1 0-2 1-2 1-3             | 4' Osaguona 22' El Wassili 61' Hafidi                         | Zniti El Hachimi, Benoun, Oulhaj, Jbira Erraki, Babatunde (85' Benhalib), Mabidi Hafidi, Osaguona (59' Mouhtadi), El Wassili (88' El Ouadi)   | 45' Zniti                                         |
| Speelronde 25 23 april 2016 19:00 Stade de Marrakech Marrakech       | Raja Casablanca                                                | 0-1                         | Difaa El Jadida                                               | Zniti El Hachimi, Benoun, Oulhaj (84' Awal), Jbira Erraki, Mabidi El Wassili, Babatunde, Hafidi (82' El Ouadi) Osaguona (64' Benhalib)        | 54' Mabidi 92' Babatunde 95' Benoun               |
| Speelronde 25 23 april 2016 19:00 Stade de Marrakech Marrakech       |                                                                | 81' Azarou                  |                                                               | Zniti El Hachimi, Benoun, Oulhaj (84' Awal), Jbira Erraki, Mabidi El Wassili, Babatunde, Hafidi (82' El Ouadi) Osaguona (64' Benhalib)        | 54' Mabidi 92' Babatunde 95' Benoun               |
| Speelronde 26 30 april 2016 17:15 Stade Municipal de Berkane Berkane | RS Berkane                                                     | 1-1                         | Raja Casablanca                                               | Zniti El Hachimi, Benoun, Awal, Jbira Erraki, Mabidi, Mouhtadi (54' Babatunde) El Wassili, Osaguona (88' Tamaiazou), Benhalib (73' El Ouadi)  | 23' Awal 29' Mouhtadi 60' El Hachimi 84' Osaguona |
| Speelronde 26 30 april 2016 17:15 Stade Municipal de Berkane Berkane | 62' Berrabeh (P)                                               |                             | 5' Mabidi                                                     | Zniti El Hachimi, Benoun, Awal, Jbira Erraki, Mabidi, Mouhtadi (54' Babatunde) El Wassili, Osaguona (88' Tamaiazou), Benhalib (73' El Ouadi)  | 23' Awal 29' Mouhtadi 60' El Hachimi 84' Osaguona |
| Speelronde 27 8 mei 2016 21:00 Grand Stade de Tanger Tanger          | Raja Casablanca                                                | 3-0                         | Wydad Casablanca                                              | Zniti El Hachimi, Benoun, Awal, Jbira Erraki, Mabidi El Ouasli (74' Boutayeb), Babatunde, Hafidi (82' El Ouadi) Osaguona (89' Bouldini)       | 30' El Hachimi 79' Mabidi 87' El Hachimi          |
| Speelronde 27 8 mei 2016 21:00 Grand Stade de Tanger Tanger          | 19' Osaguona 42'Hafidi 93' Erraki                              | 1-0 2-0 3-0                 |                                                               | Zniti El Hachimi, Benoun, Awal, Jbira Erraki, Mabidi El Ouasli (74' Boutayeb), Babatunde, Hafidi (82' El Ouadi) Osaguona (89' Bouldini)       | 30' El Hachimi 79' Mabidi 87' El Hachimi          |
| Speelronde 28 22 mei 2016 18:00 Stade El Massira Safi                | Olympique Safi                                                 | 1-0                         | Raja Casablanca                                               | Zniti Oulhaj, Awal, Benoun, Jbira Erraki (85' Soudani), Mabidi El Ouasli, Babatunde (89' Benhalib), Kaddioui (30' El Ouadi} Osaguona          | 26' Oulhaj 80' Awal                               |
| Speelronde 28 22 mei 2016 18:00 Stade El Massira Safi                | 87' Robert Brito Luciano                                       | 1-0                         |                                                               | Zniti Oulhaj, Awal, Benoun, Jbira Erraki (85' Soudani), Mabidi El Ouasli, Babatunde (89' Benhalib), Kaddioui (30' El Ouadi} Osaguona          | 26' Oulhaj 80' Awal                               |
| Speelronde 29 29 mei 2016 18:00 Stade El Abdi El Jadida              | Raja Casablanca                                                | 5-1                         | Hassania Agadir                                               | Zniti Hachimi (60' Soudani), Benoun, Oulhaj; Jbira Erraki, Mabidi Hafidi, Babatunde, El Ouasli (82' Tamaiazou) Osaguona (66' Benhalib)        | 55' El Hachimi 60' Mabidi 62' Osaguona 71' Benoun |
| Speelronde 29 29 mei 2016 18:00 Stade El Abdi El Jadida              | 21' Osaguona 31' Osaguona 80' Hafidi (P) 90' Hafidi 93' Hafidi | 0-1 1-1 2-1 3-1 4-1 5-1     | 11' Aouk                                                      | Zniti Hachimi (60' Soudani), Benoun, Oulhaj; Jbira Erraki, Mabidi Hafidi, Babatunde, El Ouasli (82' Tamaiazou) Osaguona (66' Benhalib)        | 55' El Hachimi 60' Mabidi 62' Osaguona 71' Benoun |
| Speelronde 30 4 juni 2016 18:00 Grand Stade de Tanger Tanger         | IR Tanger                                                      | 3-0                         | Raja Casablanca                                               | Zniti, Soudani, Oulhaj; Attouchi, Jbira Erraki, Babatunde (66' Benhalib), El Ouasli (74' Tamaiazou) El Ouadi (60' Bakayoko), Bouldini, Hafidi |                                                   |
| Speelronde 30 4 juni 2016 18:00 Grand Stade de Tanger Tanger         | 45' El Hilali 64' Herve 90' Herve                              | 1-0 2-0 3-0                 |                                                               | Zniti, Soudani, Oulhaj; Attouchi, Jbira Erraki, Babatunde (66' Benhalib), El Ouasli (74' Tamaiazou) El Ouadi (60' Bakayoko), Bouldini, Hafidi |                                                   |

## Statistieken Raja Casablanca 2015/16

### Tussenstand Raja Casablanca in de MarokkaanseBotola Maroc Telecom2015 / 2016
| Stand | Gespeeld | Gewonnen | Gelijk | Verloren | Punten | Doelpunten voor | Doelpunten tegen | Gele kaarten | Rode kaarten |
| ----- | -------- | -------- | ------ | -------- | ------ | --------------- | ---------------- | ------------ | ------------ |
| 5     | 30       | 13       | 8      | 9        | 47     | 48              | 30               | 46           | 3            |

### Topscorers
| #      | Naam                | Goal |
| ------ | ------------------- | ---- |
| 1.     | Abdelilah Hafidi    | 11   |
| 2.     | Osaguona            | 6    |
| 3.     | Issam Erraki        | 4    |
| 4.     | Abdelkabir El Ouadi | 3    |
| 4.     | Michel Babatunde    | 3    |
| 4.     | Mahmoud Benhalib    | 3    |
| 4.     | Lema Mabidi         | 3    |
| 4.     | Yassine Salhi       | 3    |
| 5.     | Adil Karrouchy      | 2    |
| 5.     | Youssef Kaddioui    | 2    |
| 5.     | Ahmed Jahouh        | 2    |
| 5.     | Zouhair El Wassili  | 2    |
| 6.     | Mohamed Bouldini    | 1    |
| 6.     | Mohamed Awal        | 1    |
| 6.     | Abdeljalil Jbira    | 1    |
| 6.     | Mohamed Oulhaj      | 1    |
| Totaal | Totaal              | 48   |

| #      | Naam                | Goal |
| ------ | ------------------- | ---- |
| 1.     | Youssef Kaddioui    | 2    |
| 1.     | Ahmed Jahouh        | 2    |
| 1.     | Abdelkabir El Ouadi | 2    |
| 2.     | Mohamed Yakubu      | 1    |
| 2.     | Mohamed Messoudi    | 1    |
| 2.     | Abdelilah Hafidi    | 1    |
| Totaal | Totaal              | 9    |

| #      | Naam                                      | Goal |
| ------ | ----------------------------------------- | ---- |
| 1.     | Youssef Kaddioui                          | 4    |
| 2.     | Mohamed Bouldini                          | 3    |
| 2.     | Yassine Salhi                             | 3    |
| 3.     | Abdelkabir El Ouadi                       | 2    |
| 3.     | Zouhair El Wassili                        | 2    |
| 3.     | Anas Soudani                              | 2    |
| 3.     | Abdelilah Hafidi                          | 1    |
| 3.     | Yassine Faqhaoui                          | 1    |
| 3.     | Hamza Iajour                              | 1    |
| 3.     | Omar Arjoune                              | 1    |
| 3.     | Youssef El Gnaoui (Niet meer bij de club) | 1    |
| 3.     | Hamza Toumi                               | 1    |
| 3.     | Mohammed Yakubu                           | 1    |
| 3.     | Mouhcine Mouhtadi                         | 1    |
| 3.     | Christian Ighodaro Osaguona               | 1    |
| 3.     | Mohamed Awal                              | 1    |
| Totaal | Totaal                                    | 26   |

### Kaarten
| #      | Naam                        |    |
| ------ | --------------------------- | -- |
| 1.     | Zakaria El Hachimi          | 6  |
| 2.     | Ahmed Jahouh                | 5  |
| 2.     | Mohamed Awal                | 5  |
| 1.     | Badr Benoun                 | 4  |
| 3.     | Omar Boutayeb               | 3  |
| 3.     | Lema Mabidi                 | 3  |
| 3.     | Christian Ighodaro Osaguona | 3  |
| 3.     | Anas Soudani                | 2  |
| 3.     | Youssef Kaddioui            | 2  |
| 3.     | Issam Erraki                | 2  |
| 3.     | Abdelilah Hafidi            | 2  |
| 3.     | Anas Zniti                  | 2  |
| 3.     | Mohamed Oulhaj              | 2  |
| 4.     | Mohamed Messoudi            | 1  |
| 4.     | Zouhair El Wassili          | 1  |
| 4.     | Mahmoud Benhalib            | 1  |
| 4.     | Michel Babatunde            | 1  |
| 4.     | Mouhcine Mouhtadi           | 1  |
| Totaal | Totaal                      | 46 |

| #      | Naam               |   |
| ------ | ------------------ | - |
| 1.     | Zakaria El Hachimi | 1 |
| Totaal | Totaal             | 1 |

| #      | Naam         |   |
| ------ | ------------ | - |
| 1.     | Mohamed Awal | 1 |
| 1.     | Lema Mabidi  | 1 |
| Totaal | Totaal       | 2 |

### Punten per speelronde
| Speelronde | 1 | 2 | 3 | 4 | 5 | 6 | 7 | 8 | 9 | 10 | 11 | 12 | 13 | 14 | 15 | 16 | 17 | 18 | 19 | 20 | 21 | 22 | 23 | 24 | 25 | 26 | 27 | 28 | 29 | 30 |
| ---------- | - | - | - | - | - | - | - | - | - | -- | -- | -- | -- | -- | -- | -- | -- | -- | -- | -- | -- | -- | -- | -- | -- | -- | -- | -- | -- | -- |
| Punten     | 0 | 1 | 3 | 0 | 3 | 3 | 0 | 0 | 0 | 1  | 3  | 1  | 1  | 1  | 1  | 1  | 3  | 3  | 3  | 3  | 3  | 3  | 0  | 3  | 0  | 1  | 3  | 0  | 3  | 0  |

### Punten na speelronde
| Speelronde | 1 | 2 | 3 | 4 | 5 | 6  | 7  | 8  | 9  | 10 | 11 | 12 | 13 | 14 | 15 | 16 | 17 | 18 | 19 | 20 | 21 | 22 | 23 | 24 | 25 | 26 | 27 | 28 | 29 | 30 |
| ---------- | - | - | - | - | - | -- | -- | -- | -- | -- | -- | -- | -- | -- | -- | -- | -- | -- | -- | -- | -- | -- | -- | -- | -- | -- | -- | -- | -- | -- |
| Punten     | 0 | 1 | 4 | 4 | 7 | 10 | 10 | 10 | 10 | 11 | 14 | 15 | 16 | 17 | 18 | 19 | 22 | 25 | 28 | 31 | 34 | 37 | 37 | 40 | 40 | 41 | 44 | 44 | 47 | 47 |

### Stand na speelronde
| Speelronde | 1   | 2   | 3   | 4   | 5  | 6  | 7  | 8  | 9   | 10  | 11 | 12 | 13 | 14 | 15  | 16  | 17 | 18 | 19 | 20 | 21 | 22 | 23 | 24 | 25 | 26 | 27 | 28 | 29 | 30 |
| ---------- | --- | --- | --- | --- | -- | -- | -- | -- | --- | --- | -- | -- | -- | -- | --- | --- | -- | -- | -- | -- | -- | -- | -- | -- | -- | -- | -- | -- | -- | -- |
| Stand      | 16e | 15e | 10e | 12e | 7e | 5e | 6e | 9e | 11e | 10e | 8e | 8e | 8e | 9e | 10e | 10e | 9e | 6e | 6e | 6e | 3e | 3e | 3e | 2e | 3e | 4e | 2e | 3e | 3e | 5e |

### Doelpunten per speelronde
| Speelronde | 1 | 2 | 3 | 4 | 5 | 6 | 7 | 8 | 9 | 10 | 11 | 12 | 13 | 14 | 15 | 16 | 17 | 18 | 19 | 20 | 21 | 22 | 23 | 24 | 25 | 26 | 27 | 28 | 29 | 30 | Totaal |
| ---------- | - | - | - | - | - | - | - | - | - | -- | -- | -- | -- | -- | -- | -- | -- | -- | -- | -- | -- | -- | -- | -- | -- | -- | -- | -- | -- | -- | ------ |
| Doelpunten | 0 | 1 | 1 | 0 | 3 | 2 | 2 | 0 | 1 | 1  | 1  | 0  | 0  | 1  | 2  | 1  | 2  | 4  | 3  | 2  | 3  | 5  | 1  | 3  | 0  | 1  | 3  | 0  | 5  | 0  | 48     |

## Transfers
| Aangetrokken \| \| Naam \| Positie \| Oude club \| Land \| Periode \| Transfersom \| \| \| Transfers \| Transfers \| Transfers \| Transfers \| Transfers \| Transfers \| \| \| ----------------- \| ------------ \| ------------------------ \| ---------------------------- \| --------- \| ------------ \| \| \| Zouhair El Ouasli \| Aanvaller \| TAS de Casablanca \| Marokko \| Winter \| - \| \| \| Michel Babatunde \| Aanvaller \| Dnipro Dnipropetrovsk \| Oekraïne \| Winter \| Transfervrij \| \| \| Issam Erraki \| Middenvelder \| Emirates Club \| Verenigde Arabische Emiraten \| Zomer \| Transfervrij \| \| \| Ahmed Jahouh \| Middenvelder \| Moghreb Athletic Tétouan \| Marokko \| Zomer \| € 400.000 \| \| \| Lema Mabidi \| Middenvelder \| Club Sportif Sfaxien \| Tunesië \| Zomer \| Transfervrij \| \| \| Nathaniel Asamoah \| Aanvaller \| Medeama SC \| Ghana \| Zomer \| Transfervrij \| \| \| Mohammed Yakubu \| Aanvaller \| Ashanti Gold SC \| Ghana \| Zomer \| Transfervrij \| \| \| Soufiane Gadoum \| Middenvelder \| Difaa El Jadida \| Marokko \| Zomer \| € 100.000 \| \| \| Mohamed Awal \| Verdediger \| Al Shabab \| Saoedi-Arabië \| Zomer \| Transfervrij \| \| \| Mohamed Messoudi \| Middenvelder \| Zulte Waregem \| België \| Zomer \| Transfervrij \| \| \| Anas Zniti \| Keeper \| FAR Rabat \| Marokko \| Zomer \| Transfervrij \| \| \| Mohamed Bouldini \| Aanvaller \| Rachad Bernoussi \| Marokko \| Zomer \| € 65.000 \| \| \| Youssef Kaddioui \| Aanvaller \| Al-Dhafra \| Verenigde Arabische Emiraten \| Zomer \| Transfervrij \| \| \| Ruud Krol \| Trainer \| Al Ahly Tripoli \| Libië \| Zomer \| - \| \| \| Khaled Korbi \| Middenvelder \| Zonder club \| - \| Zomer \| - \| \| \| Einde verhuur \| \| \| \| \| \| \| \| Badr Benoun \| Verdediger \| RS Berkane \| Marokko \| Zomer \| - \| |                   |              |                          |                              |         |              |
| | Naam              | Positie      | Oude club                | Land                         | Periode | Transfersom  |
| | Transfers         |              |                          |                              |         |              |
| Vlag van Marokko | Zouhair El Ouasli | Aanvaller    | TAS de Casablanca        | Marokko                      | Winter  | -            |
| Vlag van Nigeria | Michel Babatunde  | Aanvaller    | Dnipro Dnipropetrovsk    | Oekraïne                     | Winter  | Transfervrij |
| Vlag van Marokko | Issam Erraki      | Middenvelder | Emirates Club            | Verenigde Arabische Emiraten | Zomer   | Transfervrij |
| Vlag van Marokko | Ahmed Jahouh      | Middenvelder | Moghreb Athletic Tétouan | Marokko                      | Zomer   | € 400.000    |
| Vlag van Congo-Kinshasa | Lema Mabidi       | Middenvelder | Club Sportif Sfaxien     | Tunesië                      | Zomer   | Transfervrij |
| Vlag van Ghana | Nathaniel Asamoah | Aanvaller    | Medeama SC               | Ghana                        | Zomer   | Transfervrij |
| Vlag van Ghana | Mohammed Yakubu   | Aanvaller    | Ashanti Gold SC          | Ghana                        | Zomer   | Transfervrij |
| Vlag van Marokko | Soufiane Gadoum   | Middenvelder | Difaa El Jadida          | Marokko                      | Zomer   | € 100.000    |
| Vlag van Ghana | Mohamed Awal      | Verdediger   | Al Shabab                | Saoedi-Arabië                | Zomer   | Transfervrij |
| Vlag van België | Mohamed Messoudi  | Middenvelder | Zulte Waregem            | België                       | Zomer   | Transfervrij |
| Vlag van Marokko | Anas Zniti        | Keeper       | FAR Rabat                | Marokko                      | Zomer   | Transfervrij |
| Vlag van Marokko | Mohamed Bouldini  | Aanvaller    | Rachad Bernoussi         | Marokko                      | Zomer   | € 65.000     |
| Vlag van Marokko | Youssef Kaddioui  | Aanvaller    | Al-Dhafra                | Verenigde Arabische Emiraten | Zomer   | Transfervrij |
| Vlag van Nederland | Ruud Krol         | Trainer      | Al Ahly Tripoli          | Libië                        | Zomer   | -            |
| Vlag van Tunesië | Khaled Korbi      | Middenvelder | Zonder club              | -                            | Zomer   | -            |
| | Einde verhuur     |              |                          |                              |         |              |
| Vlag van Marokko | Badr Benoun       | Verdediger   | RS Berkane               | Marokko                      | Zomer   | -            |

| Vertrokken \| \| Naam \| Positie \| Nieuwe club \| Land \| Periode \| Transfersom \| \| \| Transfers \| Transfers \| Transfers \| Transfers \| Transfers \| Transfers \| \| \| --------------------- \| ------------ \| ------------------------ \| --------- \| ---------- \| ------------ \| \| \| Mohammed Ali Bamaamar \| Middenvelder \| Difaa El Jadida \| Marokko \| Halverwege \| ? \| \| \| Nathaniel Asamoah \| Aanvaller \| Medeama SC \| Ghana \| Halverwege \| Transfervrij \| \| \| Ruud Krol \| Trainer \| Club Africain \| Tunesië \| Halverwege \| - \| \| \| Khaled Korbi \| Middenvelder \| Stade Tunisien \| Tunesië \| Zomer \| Transfervrij \| \| \| Vivien Mabidé \| Middenvelder \| Moghreb Athletic Tétouan \| Marokko \| Zomer \| € 60.000 \| \| \| Youssef El Gnaoui \| Middenvelder \| FUS Rabat \| Marokko \| Zomer \| € 300.000 \| \| \| Kouko Guehi \| Middenvelder \| Olympique Safi \| Marokko \| Zomer \| Transfervrij \| \| \| Rachid Soulaimani \| Verdediger \| Geen club \| - \| Zomer \| - \| \| \| Silvere Ganvoula \| Aanvaller \| Elazığspor \| Turkije \| Zomer \| ? \| \| \| Jawad Issine \| Aanvaller \| Chabab Rif Al Hoceima \| Marokko \| Zomer \| ? \| \| \| Khalid Askri \| Keeper \| Difaa El Jadida \| Marokko \| Zomer \| Transfervrij \| \| \| Ahmed Chagou \| Verdediger \| Kawkab Marrakech \| Marokko \| Zomer \| Transfervrij \| \| \| Hamza Abourazzouk \| Aanvaller \| Moghreb Athletic Tétouan \| Marokko \| Zomer \| Transfervrij \| \| \| Salaheddine Aqqal \| Middenvelder \| Kawkab Marrakech \| Marokko \| Zomer \| Transfervrij \| \| \| Ismail Benlamaalem \| Verdediger \| Qatar SC \| Qatar \| Zomer \| € 550.000 \| \| \| Idrissa Coulibaly \| Verdediger \| FC Arouca \| Portugal \| Zomer \| Transfervrij \| \| \| Said Fettah \| Middenvelder \| FAR Rabat \| Marokko \| Zomer \| ? \| \| \| José Romão \| Trainer \| FAR Rabat \| Marokko \| Zomer \| - \| \| \| Verhuur \| \| \| \| \| \| \| \| Yassine Salhi \| Aanvaller \| Kuwait SC \| Koeweit \| Winter \| € 184.000 \| \| \| Hamza Moussadak \| Verdediger \| Difaa El Jadida \| Marokko \| Winter \| - \| \| \| Walid Sebbar \| Aanvaller \| Kawkab Marrakech \| Marokko \| Winter \| - \| \| \| Yassine Faqhaoui \| Aanvaller \| AS Salé \| Marokko \| Winter \| - \| \| \| Mohamed Yakubu \| Aanvaller \| Union Aït Melloul \| Marokko \| Winter \| - \| \| \| Mustapha Belmkadem \| Verdediger \| Mouloudia Oujda \| Marokko \| Zomer \| - \| |                       |              |                          |          |            |              |
| | Naam                  | Positie      | Nieuwe club              | Land     | Periode    | Transfersom  |
| | Transfers             |              |                          |          |            |              |
| Vlag van Marokko | Mohammed Ali Bamaamar | Middenvelder | Difaa El Jadida          | Marokko  | Halverwege | ?            |
| Vlag van Ghana | Nathaniel Asamoah     | Aanvaller    | Medeama SC               | Ghana    | Halverwege | Transfervrij |
| Vlag van Nederland | Ruud Krol             | Trainer      | Club Africain            | Tunesië  | Halverwege | -            |
| Vlag van Tunesië | Khaled Korbi          | Middenvelder | Stade Tunisien           | Tunesië  | Zomer      | Transfervrij |
| Vlag van Centraal-Afrikaanse Republiek | Vivien Mabidé         | Middenvelder | Moghreb Athletic Tétouan | Marokko  | Zomer      | € 60.000     |
| Vlag van Marokko | Youssef El Gnaoui     | Middenvelder | FUS Rabat                | Marokko  | Zomer      | € 300.000    |
| Vlag van Ivoorkust | Kouko Guehi           | Middenvelder | Olympique Safi           | Marokko  | Zomer      | Transfervrij |
| Vlag van Marokko | Rachid Soulaimani     | Verdediger   | Geen club                | -        | Zomer      | -            |
| Vlag van Congo-Brazzaville | Silvere Ganvoula      | Aanvaller    | Elazığspor               | Turkije  | Zomer      | ?            |
| Vlag van Marokko | Jawad Issine          | Aanvaller    | Chabab Rif Al Hoceima    | Marokko  | Zomer      | ?            |
| Vlag van Marokko | Khalid Askri          | Keeper       | Difaa El Jadida          | Marokko  | Zomer      | Transfervrij |
| Vlag van Marokko | Ahmed Chagou          | Verdediger   | Kawkab Marrakech         | Marokko  | Zomer      | Transfervrij |
| Vlag van Marokko | Hamza Abourazzouk     | Aanvaller    | Moghreb Athletic Tétouan | Marokko  | Zomer      | Transfervrij |
| Vlag van Marokko | Salaheddine Aqqal     | Middenvelder | Kawkab Marrakech         | Marokko  | Zomer      | Transfervrij |
| Vlag van Marokko | Ismail Benlamaalem    | Verdediger   | Qatar SC                 | Qatar    | Zomer      | € 550.000    |
| Vlag van Mali | Idrissa Coulibaly     | Verdediger   | FC Arouca                | Portugal | Zomer      | Transfervrij |
| Vlag van Marokko | Said Fettah           | Middenvelder | FAR Rabat                | Marokko  | Zomer      | ?            |
| Vlag van Portugal | José Romão            | Trainer      | FAR Rabat                | Marokko  | Zomer      | -            |
| | Verhuur               |              |                          |          |            |              |
| Vlag van Marokko | Yassine Salhi         | Aanvaller    | Kuwait SC                | Koeweit  | Winter     | € 184.000    |
| Vlag van Marokko | Hamza Moussadak       | Verdediger   | Difaa El Jadida          | Marokko  | Winter     | -            |
| Vlag van Marokko | Walid Sebbar          | Aanvaller    | Kawkab Marrakech         | Marokko  | Winter     | -            |
| Vlag van Marokko | Yassine Faqhaoui      | Aanvaller    | AS Salé                  | Marokko  | Winter     | -            |
| Vlag van Ghana | Mohamed Yakubu        | Aanvaller    | Union Aït Melloul        | Marokko  | Winter     | -            |
| Vlag van Marokko | Mustapha Belmkadem    | Verdediger   | Mouloudia Oujda          | Marokko  | Zomer      | -            |

Hassania Agadir · Chabab Rif Al Hoceima · Renaissance de Berkane · Racing de Casablanca · Raja Casablanca · Wydad Casablanca · Difaa El Jadida · CA Khénifra · Olympique Khouribga · Kawkab Marrakech · Rapide Oued Zem · FAR Rabat · FUS de Rabat · Olympique Safi · Ittihad Tanger · Moghreb Athletic Tétouan